# Leland (Illinois)
Leland es una villa ubicada en el condado de LaSalle en el estado estadounidense de Illinois. En el Censo de 2010 tenía una población de 977 habitantes y una densidad poblacional de 706,41 personas por km².

## Geografía
Leland se encuentra ubicada en las coordenadas 41°36′58″N 88°47′54″O / 41.61611, -88.79833. Según la Oficina del Censo de los Estados Unidos, Leland tiene una superficie total de 1,38 km², cuya totalidad corresponde a tierra firme.

## Demografía
Según el censo de 2010, había 977 personas residiendo en Leland. La densidad de población era de 706,41 hab./km². De los 977 habitantes, Leland estaba compuesto por el 98,26% blancos, el 0,1% eran negros, el 0,1% eran amerindios, el 0% eran asiáticos, el 0,1% eran isleños del Pacífico, el 0,72% eran de otras razas y el 0,72% pertenecían a dos o más razas. Del total de la población el 5,42% eran hispanos de cualquier raza.